# Anna Dereszowska
Anna Dagmara Dereszowska (Mikołów, 7 de janeiro de 1981) é uma atriz, dubladora e cantora polonesa.

## Biografia
Ela é filha de Krzysztof Dereszowski e Dagmara Kufieta-Dereszowska (1943-1990). Ele tem um irmão mais velho, Andrzej, e uma meia-irmã mais nova Julia. Em 1999, ela se formou na escola particular de música em Mikołów sob os auspícios do ISME na aula de piano. Ela também se formou no III Liceum Ogólnokształcące im. Adam Mickiewicz em Katowice. Em 2003, ela se formou na Academia de Teatro de Varsóvia. 
Em 14 de setembro de 2002, ela estreou como atriz no papel de Maria Antonovna em O Inspetor Geral, de Mikołaj Gogol no palco do Teatro Dramático de Varsóvia. Desde 2003 é atriz deste teatro, também trabalha com os teatros de Varsóvia Studio Buffo e Teatr Syrena. Ela estrelou videoclipes de músicas da banda De Mono ("Seven Days", "Estou olhando para você", "Cartas sopradas pelo vento", "One Sentence") e do grupo Bulldog ("Elite"). Ela se apresentou no grupo musical Machina del Tango.
O reconhecimento trouxe-lhe o papel de Kalina Fatalska na série Złotopolscy (2002–2010). Ela interpretou Wiktoria Adasiewicz, uma das personagens principais da série Tango with an Angel (2006), para a qual também gravou a música de abertura. Ela ganhou popularidade cinematográfica graças ao papel de "Korba" no filme Lejdis (2008). Também em 2008, participou do programa de entretenimento da Polsat Ranking Gwiazd. Ela desempenhou o papel feminino principal, Milena Kral, na série Insignia da TVN (2009). Em 2010, pela interpretação da música "Aktrisa", ganhou o Samovar de Ouro no Festival da Canção Russa de Zielona Góra, e também interpretou Magda Mazurek, uma das quatro personagens principais da série de TV Crazy Virgins Club (2010).
Em 2011, ela lançou um álbum de estúdio intitulado "Już nie zapomnisz mnie" (Você não vai mais me esquecer), onde colocou suas interpretações de obras com a música de Henryk Wars. Ela interpretou a advogada Iwona Czerska na série da TVN intitulada Agata's Law (2013–2015). Em 2015, foi guardiã da equipe vencedora da segunda edição do programa TVN Mali Giants . Em 2017, ficou em terceiro lugar na final do programa Seu rosto parece familiar. Em 2018, ela atuou em um dos episódios do quiz show da TVP2 Eu te amo, Polônia!. Em 2019, ela foi heroína de um episódio do reality show da TVN Old Lady must fic. A partir de 2021, ela interpreta a inspetora Patrycja Madalinska na série de TV Komisarz Mama .

## Vida pessoal
De um relacionamento com o ator Piotr Grabowski, tem uma filha, Lena (nascida em 2008). Com o fotógrafo Daniel Duniak, ele tem dois filhos, Maksymilian (nascido em 2015) e Aleksander (nascido em 2021).
Ela está envolvido em causas sociais, apoia as atividades da Fundação "Akogo?" e "Sonhos Realizados".
Já foi embaixadora publicitária dos produtos de estilo e cuidados femininos da Philips.

## Discografia

### Álbum
| Ano  | Título                                                   | Detalhes                                                                                        |
| ---- | -------------------------------------------------------- | ----------------------------------------------------------------------------------------------- |
| 2011 | Już nie zapomnisz mnie                                   | - Data: 22 de novembro de 2011 - Gravadora: EMI Music Poland - Formato: CD, download digital    |
| 2014 | Tango va banque – tanga filmowe (oraz Machina Del Tango) | - Data: 17 de novembro de 2014 - Gravadora: Warner Music Poland - Formato: CD, download digital |

### Singles
| Ano  | Título               | Álbum                  |
| ---- | -------------------- | ---------------------- |
| 2011 | "Sex Appeal”         | Już nie zapomnisz mnie |
| 2012 | "On nie powróci już” | Już nie zapomnisz mnie |

### Vídeo musical
| Ano  | Título       | Álbum                  | Fonte  |
| ---- | ------------ | ---------------------- | ------ |
| 2011 | "Sex Appeal” | Już nie zapomnisz mnie | [ 13 ] |

## Filmografia
- 2012: Siła wyższa como Siostra Dorota
- 2011: Na dobre i na złe como Magda Soszyńska
- 2010: Sprawiedliwi como Ina Paloma
- 2010: Klub szalonych dziewic como Magda Mazurek
- 2010: Randka w ciemno como Kinga
- 2009: Nowa como Karina Sznajder
- 2009: Nigdy nie mów nigdy como Ama Bilska
- 2009: M jak miłość como Sandra Matuszewska
- 2009: Naznaczony como Milena Kral
- 2009: Tylko miłość como Karolina
- 2008: Capa dura como Ewa
- 2008: Lejdis como Korba
- 2007: Odwróceni como Laura
- 2007: Tajemnica twierdzy szyfrów como Anna Maria Solof
- 2007: Świadek koronny como Laura
- 2007: Testosteron
- 2005: Tango z aniołem como Wiktoria Adasiewicz
- 2003: Zróbmy sobie wnuka como Basia
- 2002: Złotopolscy como Kalina Fatalska

### Dublagem polonesa
- 2017: Syberia 3  - Kate Walker

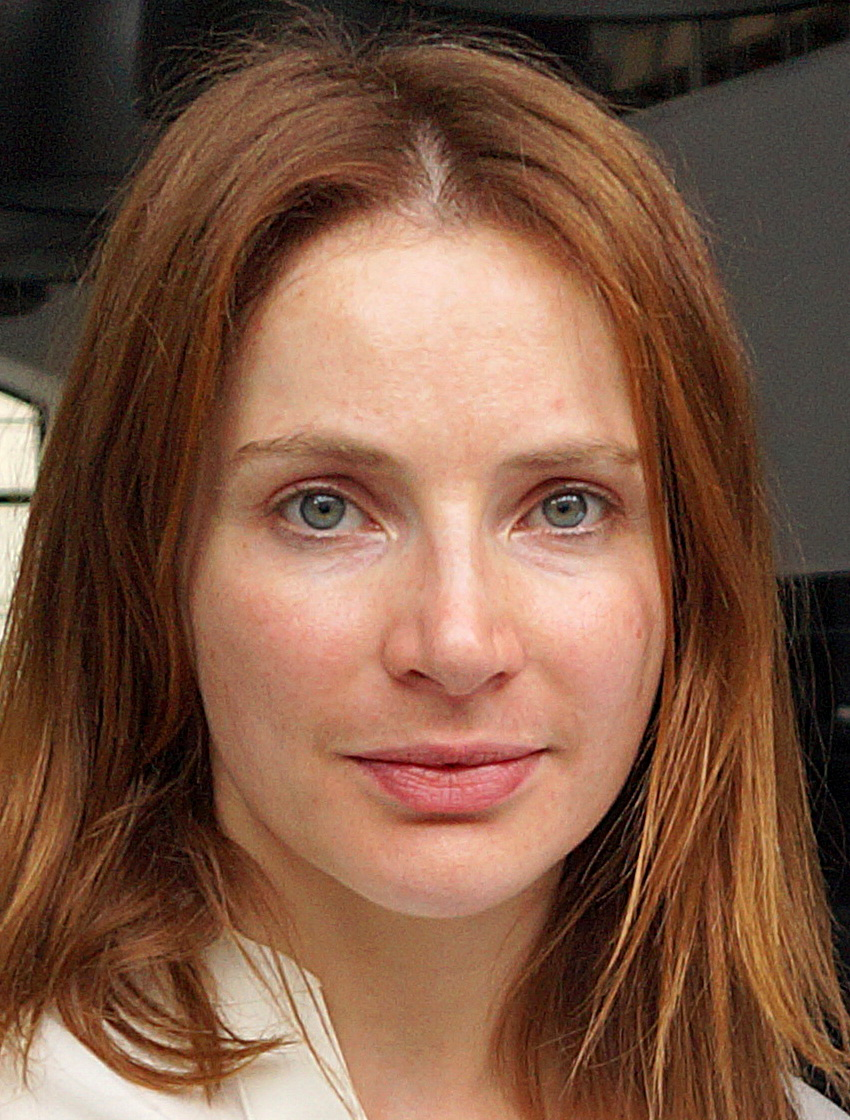
Anna Dereszowska em 2018

- 2011: Delfin Plum – arraia manta "Oceania"
- 2011: LittleBigPlanet 2 – Eva
- 2011: Beverly Hills Chihuahua 2 (pol. Cziłała de Beverly Hills 2 ) – Rachel
- 2010: Camp Rock 2 – Connie Torres
- 2010: Gatos e Cães: A Vingança de Kitty Galore (pol. Psy i koty: Odwet Kitty ) – Catherine
- 2010: Lilly, a Bruxa: O Dragão e o Livro Mágico (pol. Czarodziejka Lili: Smok i magiczna księga ) – Mãe
- 2010: Estou na Band (pol. Ja w kapeli ) – Beth
- 2010: Nanny McPhee e o Big Bang (pol. Niania i wielkie bum ) – Sra.
- 2010: Alice no País das Maravilhas ( Alicja com Krainie Czarów )
- 2009: A fuga antes do Natal (pol. Renifer Niko ratuje święta ) – Wilma
- 2009: Um Conto de Natal (pol. Opowieść wigilijna ) – Bela
- 2009: O Coração Corajoso de Irena Sendler (pol. Dzieci Ireny Sendlerowej ) – Ewa
- 2008: O Show do Garfield (pol. Garfield ) -Liz
- 2008: Histórias para dormir (pol. Opowieści na dobranoc ) - Jill
- 2008: A Suíte Life on Deck (pol. Suite Life: Nie ma to jak statek ) – Carey Martin
- 2008: Beverly Hills Chihuahua (pol. Cziłała de Beverly Hills ) - Rachel
- 2008: Camp Rock - Connie Torres
- 2007: O Último Desejo (livro) (pol. Ostatnie życzenie )
- 2007: Encantada (pol. Zaczarowana ) -Nancy
- 2007: A Bússola de Ouro (pol. Złoty kompas ) - Serafina Pekkala
- 2007: Felizes para Nunca (pol. Feliz Wkręt ) - Irmã
- 2005: As Crônicas de Nárnia: O Leão, a Feiticeira e o Guarda-Roupa (pol. Opowieści z Nárnii: Lew, Czarownica i stara szafa )
- 2005: Zack & Cody ( Nie ma to jak hotel ) – Carey Martin
- 2005: Jake Long (pol. Amerykański fuma Jake Long ) - Rose (temporada I)
- 2004–2006: Liga da Justiça Sem Limites (pol. Liga Sprawiedliwych Bez Granic )
- 2012: Os Vingadores como Maria Hill